# 奥利·约翰逊
奥利·约翰逊（英語：Ollie Johnson，1949年5月11日—）是美国NBA联盟前职业篮球运动员。他在1972年的NBA选秀中第2轮第30顺位被波特兰开拓者选中。